# 江本晃一
江本 晃一（えもと こういち、1966年7月5日 - ）は、大阪府枚方市出身の元プロ野球選手（投手）。

## 来歴・人物
上宮高では、1学年下の西山秀二とバッテリーを組み、エースとして1984年春季近畿大会に進むが、1回戦で嶋田章弘を擁する箕島高に延長12回サヨナラ負け。同年夏は府大会で敗退し甲子園には出場できなかった。高校同期に笘篠賢治がいる。
1984年のプロ野球ドラフト会議で中日ドラゴンズから4位指名を受け入団。1987年に中継ぎ要員として一軍デビューを果たし、10月には初先発勝利。この年3勝を記録した。同年8月9日の巨人戦には江本が先発する予定だった。しかし監督の星野仙一が前日までに投手を起用し過ぎて、翌日先発予定の江本までもが起用されてしまった。そこで7日に一軍に昇格したばかりの近藤真一が先発することとなった。だが近藤はそのプロ入り初登板でノーヒットノーランを達成することとなった。
1989年6月に白井孝幸・中村弘道との2対2の交換トレードで、西村英嗣と共に福岡ダイエーホークスへ移籍した。1990年はA級サリナス・スパーズに野球留学し、7勝4敗の成績を残す。1991年限りで現役を引退。同年秋のキャンプでは古巣である中日の入団テストを受験したが、選手としての復帰には至らなかった。
引退後は中日の打撃投手を務めた後、様々な会社や職業を転々とし、2008年に新開トランスポートシステムズに入社する。また野球講師や東京青山リトルシニアのコーチとしても活動をしている。

## 詳細情報

### 年度別投手成績
| 年 度     | 球 団     | 登 板 | 先 発 | 完 投 | 完 封 | 無 四 球 | 勝 利 | 敗 戦 | セ 丨 ブ | ホ 丨 ル ド | 勝 率 | 打 者 | 投 球 回 | 被 安 打 | 被 本 塁 打 | 与 四 球 | 敬 遠 | 与 死 球 | 奪 三 振 | 暴 投 | ボ 丨 ク | 失 点 | 自 責 点 | 防 御 率 | W H I P |
| --------- | --------- | ----- | ----- | ----- | ----- | -------- | ----- | ----- | -------- | ----------- | ----- | ----- | -------- | -------- | ----------- | -------- | ----- | -------- | -------- | ----- | -------- | ----- | -------- | -------- | ------- |
| 1987      | 中日      | 36    | 4     | 0     | 0     | 0        | 3     | 4     | 0        | --          | .429  | 269   | 64.0     | 58       | 7           | 26       | 1     | 1        | 51       | 4     | 0        | 29    | 29       | 4.08     | 1.31    |
| 1988      | 中日      | 12    | 0     | 0     | 0     | 0        | 0     | 0     | 0        | --          | ----  | 52    | 10.1     | 14       | 5           | 7        | 1     | 1        | 5        | 0     | 0        | 10    | 10       | 8.71     | 2.03    |
| 1989      | 中日      | 3     | 0     | 0     | 0     | 0        | 0     | 0     | 0        | --          | ----  | 11    | 2.0      | 1        | 0           | 3        | 0     | 1        | 1        | 2     | 0        | 2     | 2        | 9.00     | 2.00    |
| 通算：3年 | 通算：3年 | 51    | 4     | 0     | 0     | 0        | 3     | 4     | 0        | --          | .429  | 332   | 76.1     | 73       | 12          | 36       | 2     | 3        | 57       | 6     | 0        | 41    | 41       | 4.83     | 1.43    |

### 記録
- 初登板：1987年4月29日、対読売ジャイアンツ5回戦（ナゴヤ球場）、5回表1死に2番手として救援登板、1/3回無失点
- 初奪三振：同上、5回表にウォーレン・クロマティから
- 初勝利：1987年8月13日、対横浜大洋ホエールズ17回戦（ナゴヤ球場）、5回表2死に3番手として救援登板、3回無失点
- 初先発：1987年8月29日、対阪神タイガース21回戦（阪神甲子園球場）、1/3回5失点で敗戦投手
- 初先発勝利：1987年10月8日、対阪神タイガース26回戦（阪神甲子園球場）、6回1失点

### 背番号
- 58 （1985年 - 1989年途中）
- 54 （1989年途中 - 同年終了）
- 97 （1990年 - 1991年）
- 122 （1996年 - 1998年）